# Хандрин, Антон Захарович

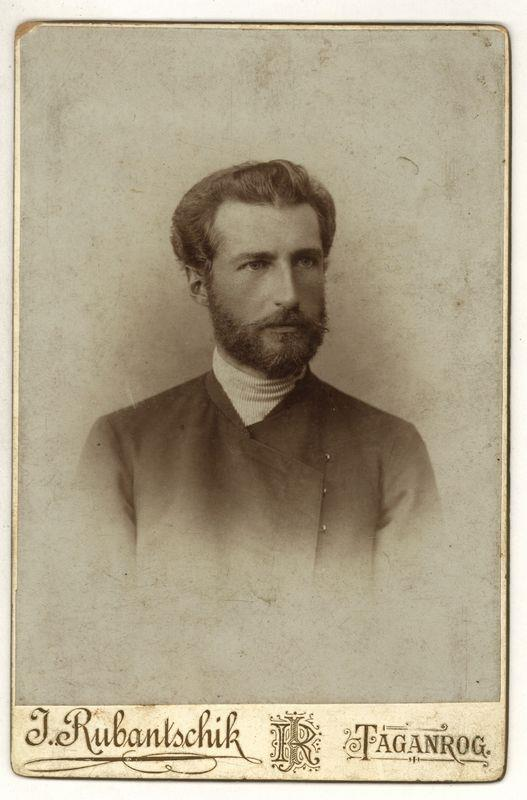
Фотография ок. 1910 г.

Антон Захарович Хандрин (?—?) — общественный и государственный деятель, таганрогский городской голова (1910—1911).

## Биография
Родился в Таганроге в семье Захара Антоновича Хандрина, купца 2-й гильдии, одного из богатейших жителей города.
Начинал помещиком и занимался сельским хозяйством, затем перебрался в город. После того как в 1909 году его избрали городским головой, проявился его своенравный характер и он приобрел репутацию «маленького диктатора». За эти качества отцы города его невзлюбили и при первом удобном случае отобрали у него власть мэра города.
В ноябре 1911 года Антон Захарович Хандрин подал прошение об отставке, которое было принято. Однако во время немецкой оккупации Таганрога в 1918 году от партии «Народная свобода» он баллотировался в органы власти и вновь был избран городским головой.
Занимая ответственный и почетный пост городского головы, Антон Захарович в то же время находился во главе многих местных благотворительных учреждений и являлся одним из крупных жертвователей. Являлся председателем комитета Донского попечительства о народной трезвости, председателем общества народных библиотек. Городская библиотека и городское училище очень многим были обязаны своему попечителю и защитнику. Являлся гласным думы и почётным мировым судьёй.
Характеризовали его властолюбивым, не терпящим чужого мнения и мнения оппозиции, человеком. Начинал он помещиком, занимался сельским хозяйством, затем перебрался в город. После того, как в 1909 году его избрали городским головой, проявился его своенравный характер и он приобрел репутацию «маленького диктатора». За эти качества отцы города его невзлюбили и при первом удобном случае отобрали у него власть мэра города. В ноябре 1911 года Антон Захарович подал заявление об отставке, которое было принято. В 1918 году во время немецкой оккупации Таганрога вновь баллотировался в органы власти от партии «Народная свобода» и вновь был избран городским головой. Занимая ответственный и почетный пост городского головы Антон Хандрин в то же время находился во главе многих местных благотворительных учреждений и являлся одним из крупных жертвователей. Являлся председателем комитета Донского попечительства о народной трезвости, председателем Общества народных библиотек. Городская библиотека и городское училище очень многим обязаны своему попечителю и защитнику. Являлся гласным думы и почетным мировым судьей Таганрогского судебно-мирового округа.